# Френк Гери
Френк Овен Гери (енгл. Frank Owen Gehry), рођен као Ефраим Овен Голдберг (енгл. Ephraim Owen Goldberg; Торонто, 28. фебруар 1929), је амерички архитекта канадског порекла познат по скулптуралном приступу грађевинском дизајну. Најпознатији је по зградама са великим закривљеним површинама често прекривеним сјајним металима. Његов најпознатији рад и најбољи пример његовог стила је Гугенхајмов музеј у Билбау, у Шпанији који је обложен плочама од титанијума.
Он је дизајнер националног споменика Двајту Д. Ајзенхауеру.

## Биографија
Године 1951, завршио је студије архитектуре на Универзитету јужне Калифорније, а затим се запослио код архитекте Виктора Груена у Лос Анђелесу. Од 1956. до 1957. студирао је урбанизам на „Постдипломској школи за дизајн" на Харвардском универзитету, а од 1957. до 1958. је радио са архитектима Пиром Лукманом у Лос Анђелесу и Андреом Ремондреом у Паризу. Године 1962, у Лос Анђелесу је отворио свој архитектонски биро.

### Младост
Гери је рођен као Френк Овен Голдберг 28. фебруара 1929. у Торонту, Онтарио, од мајке Сејди Телме (рођена Каплански/Каплан) и оца Eрвинга Голдберга. Његов отац је рођен у Бруклину, Њујорк, од родитеља руских Јевреја, а мајка је била пољска јеврејска имигранткиња рођена у Лођу. Као креативно дете, охрабрила га је бака, Лија Каплан, са којом је градио мале градове од комада дрвета. Са овим остацима из мужеве гвожђаре сатима га је забављала, градећи замишљене куће и футуристичке градове на поду дневне собе.
Геријева употреба валовитог челика, ланчане ограде, необојене шперплоче и других утилитарних или „свакодневних“ материјала делимично је инспирисана провођењем суботњег јутра у гвожђари његовог деде. Са оцем је проводио време цртајући, а мајка га је увела у свет уметности. „Дакле, креативни гени су били ту“, каже Гери. „Али мој отац је мислио да сам сањар, да нећу ништа постићи. Моја мајка је мислила да се ја само уздржавам да радим ствари. Она би ме гурала.”
Деда му је дао хебрејско име „Јефрем“, али га је користио само на својој бар мицви.

### Образовање
Године 1947, Геријева породица емигрирала је у Сједињене Државе, настанила се у Калифорнији. Добио је посао да вози камион за доставу и студирао је на Градском колеџу у Лос Анђелесу. Дипломирао је на Архитектонском факултету Универзитета Јужне Калифорније. Током тог времена је постао члан Алфа Епсилон Пај.
Према Герију, „био сам возач камиона у ЛА, ишао на Сити Колеџ, и окушао сам се у оглашавању преко радија, у чему нисам био баш добар. Покушао сам са хемијским инжењерингом, у чему нисам био успешан и није ми се свиђало, и онда сам се сетио. Знаш, некако сам почео да разбијам мозак око тога, 'Шта ја волим?' Где сам био? Шта ме је одушевило? И сетио сам се уметности, да сам волео да идем у музеје и да сам волео да гледам слике, волео сам да слушам музику. Те ствари су долазиле од моје мајке, која ме је водила на концерте и у музеје. Сетио сам се баке и блокова, и само из предосећаја, пробао сам неке часове архитектуре.” Гери је дипломирао архитектуру на Универзитету Јужне Калифорније 1954. године.
Затим је провео време далеко од архитектуре на бројним другим пословима, укључујући службу у Армији Сједињених Држава. У јесен 1956, преселио је породицу у Кембриџ, где је студирао урбанистичко планирање на Харвардској постдипломској школи за дизајн. Напустио је пре него што је завршио програм, обесхрабрен и „утучен“. Његове прогресивне идеје о друштвено одговорној архитектури биле су недовољно реализоване, а кап која је прелила чашу пала је када је седео у дискусији о „тајном пројекту у току“ једног професора — палати коју је пројектовао за десничарског кубанског диктатора Фулхенција Батисту (1901 –1973).

## Најзначајнија дела
- Миленијум парк у Чикагу, САД
- ДЗ Банка у Берлину, Немачка
- Амерички центар у Паризу, Француска
- Гугенхајмов музеј у Билбау, Шпанија
- Концертна дворана Дизни у Лос Анђелесу, Калифорнија
- Рокенрол музеј (Experience Music Project) у Сијетлу
- Кула Гери у Хановеру, Немачка
- Кућа која плеше у Прагу, Чешка

## Награде
- 1989: Прицкерова награда за архитектуру.
- 1999: Златна медаља АИА.
- 2000: Златна медаља РИБА.
- 1995: Награда Златне плоче Америчке академије за достигнућа[17]
- 1998: Национална медаља уметности[18]
- 2000: Национална награда за дизајн Купер-Хјуит за животно дело[19]
- 2002: пратилац Реда Канаде[20]

## Галерија
- Геријева кула у Хановеру
- Вајсманов музеј уметности
- Кућа која плеше у Прагу
- Гугенхајмов музеј у Билбау
- Experience Music Project
- Центар Стата
- Центар Стата
- Зграда Питер Луис, седиште Школе за управљање „Ведерленд“ у Кливлденду
- Унутрашњост зграде Питер Луис
- Прицкеров павиљон у Миленијумском парку, 2004.